# Psylla tripunctata
Psylla tripunctata är en insektsart som beskrevs av Shinji Kuwayama 1908. Psylla tripunctata ingår i släktet Psylla och familjen rundbladloppor. Inga underarter finns listade i Catalogue of Life.